# 招萬成
招萬成為中國清朝武官官員，本籍廣東。招萬成於1781年（乾隆46年）奉旨接替林俊，於台灣地區擔任澎湖水師協副將。而隸屬台灣鎮之下的此官職職等為正二品，是台灣清治時期的這階段，扼守台灣海峽的重要武將，並統帥兩標水營，數千名水師兵勇。